# Tratados menores
Los Tratados menores del Talmud (en hebreo: מסכתות קטנות) (transliterado: masechtot ketanot ) son ensaños del periodo de los Tanaim o posterior que tratan sobre cuestiones no existentes en los otros tratados de la Mishná. 
Pueden ser contrastados con la Tosefta, cuyos tratados siguen la misma estructura que la Mishná. Los primeros ocho contienen material original, los últimos siete son colecciones de material que se encuentra repartido por el Talmud.
Los tratados menores son impresos normalmente al final del orden de Nezikín del Talmud. Estos incluyen:
Avot de Rabí Natán (en hebreo: אבות דרבי נתן). La edición Schechter contiene dos versiones diferentes (la versión A tiene 41 capítulos y la versión B tiene 48).
Soferim (en hebreo: סופרים "escribas"). Este tratado aparece en dos versiones diferentes del Talmud, en el Talmud de Jerusalén y en el Talmud de Babilonia.
Evel Rabati (en hebreo: אבל רבתי). Este tratado talmúdico trata sobre las leyes y las costumbres pertenecientes a la defunción y al duelo.
Kalah (en hebreo: כלה "novia"). Trata sobre el compromiso, el matrimonio y la cohabitación.
Kalah Rabati: (en hebreo: כלה רבתי). Es un desarrollo del tratado anterior.
Derej Eretz Rabbah (en hebreo: דרך ארץ רבה) literalmente significa "el camino del mundo", que en este contexto se refiere a la conducta, las buenas maneras y el comportamiento.
Derekh Eretz Zuta (en hebreo: דרך ארץ זוטא) Este tratado está dirigido a los académicos, es una colección de máximas dirigidas hacia la autoexamen y la modestia.
Pereq ha-Shalom (en hebreo: פרק השלום "el capítulo de la paz") trata sobre la paz entre la gente, es considerado como un capítulo del tratado anterior, aunque a menudo ambos son listados por separado.
Sefer Torah (en hebreo: ספר תורה) son las regulaciones necesarias para escribir los rollos de la Torá.
Mezuzah (en hebreo: מזוזה): la mezuzá es un pergamino con una inscripción que es fijado a los postes de las puertas.
Tefilin (en hebreo: תפילין) son las leyes referentes a la colocación de las filacterias.
Tzitzit (en hebreo: ציצית) son las leyes relacionadas con los flecos, también llamados tzitzit que llevan los judíos ortodoxos en los bordes de la ropa.
Avadim (en hebreo: עבדים "esclavos") son las leyes referentes a la esclavitud.
Guerim (en hebreo: גרים "conversos") son las leyes referentes a las personas que desean convertirse al judaísmo.
Kutim (en hebreo: כותים) son las leyes referentes al pueblo samaritano.
También había un tratado perdido llamado "Eretz Israel" que trataba sobre las leyes referentes a la Tierra de Israel.